# Palù del Fersina
Palù del Fersina (Palai en Bersntol in mocheno e Palai im Fersental in tedesco) è un comune italiano di 166 abitanti della provincia autonoma di Trento.
Il centro abitato è situato a 1 360 m (s.l.m.) e riunisce diverse località fra le quali Sigismondi, Stefani, Lenzi (dove si trova il municipio), Battisti, Tassaineri, Tolleri e Canopi.
Il comune attuale è l'aggregazione dei diversi masi originari evoluti in piccoli centri abitati.

## Origini del nome
L'etimo deriva dal latino palus-paludis, e indica pertanto un luogo paludoso o comunque tendenzialmente umido. Il toponimo compare per la prima volta in un documento datato 1293, che fu redatto in occasione di un dibattimento processuale seguito ad una lite tra gli abitanti di Frassilongo e Fierozzo; i primi vengono scoperti ad usufruire del territorio del monte Florocium, per il pascolo e per il taglio del legname. Il toponimo mocheno nella forma Palai o più raramente Palae, oggi in disuso, è frutto di una trasformazione del toponimo latino, che viene tedeschizzato in queste forme.
La toponomastica locale è bilingue, per quanto concerne i toponimi noti a livello nazionale, presenta il nome delle località prima in italiano, poi in mòcheno.
Tutto questo è regolamentato da una legge e da un regolamento provinciale che concretizzano lo Statuto di Autonomia delle Province Autonome di Trento e Bolzano, a tutela delle minoranze linguistiche.

## Storia
Come già evidenziato più sopra il toponimo compare per la prima volta in un documento datato 1293, ma in questo scritto si parla di mons Paludis, indice che molto probabilmente la zona non era ancora abitata stabilmente, anche perché nella diatriba per lo "sfruttamento" del monte di Fierozzo, non sono presi in causa abitanti di Palù. Dai documenti risulta che la giurisdizione della parte più alta della vallata competesse ai conti Castelnuovo di Caldonazzo, anche se non sono ancora noti documenti che possano testimoniare come ne siano entrati in possesso. Nell'archivio Scena sono presenti 4 documenti di investiture, in cui si trovano riferimenti a Palù, tutti datati tra il 1324 ed il 1337. Il primo, datato 30 maggio 1324, riferisce di un tale Corrado, cacciatore trasferitosi a Fierozzo, ma che prima abitava a Palù. I primi abitanti di Palù e della sponda orografica sinistra del fiume Fersina sono detti "roncadori" perché una volta ottenuta l'investitura del maso, dovettero roncare la terra per renderla fertile e costruirci la propria abitazione. Essi accettarono il toponimo di origine latina già in uso per la zona, trasformandolo nella propria lingua natia, da cui l'attuale termine mòcheno, Palai.
In un documento del 24 agosto 1533 compare per la prima volta il termine nella forma tedeschizzata "Palay". Il toponimo ha avuto nel tempo numerose varianti, come ad esempio Pallù, Palù di Fierozzo, Palù di Pergine o Palù di Sant'Orsola nel ventennio fascista, detto anche Palù dei Mòcheni; dal 1959 con legge regionale è indicato con la forma odierna di Palù del Fèrsina. Difficile dire quando esattamente sia sorto l'abitato di Palù, le ipotesi degli studiosi sono differenti anche se gli studi più recenti indicano che molto probabilmente la colonizzazione della vallata è avvenuta dal basso verso l'alto, partendo quindi da Frassilongo, che è sempre stata giurisdizione del Castello di Pergine, come ritiene anche Giuseppe Gerola, seguono poi Fierozzo e Palù.
Sicuramente nel 1324 la zona era già abitata in maniera stabile da alcune famiglie che vivevano in masi, se negli anni seguenti molti documenti riportano a fianco al nome di persona, il toponimo Palù. Solo successivamente, all'inizio del cinquecento, giunsero i canopi, minatori specializzati che risiedevano temporaneamente in valle per lavorare all'interno delle miniere. Questi provenivano principalmente dalla Boemia, sfruttavano le risorse locali, legname per le gallerie e per la fusione dei minerali, e i pascoli per gli animali, utili a trasportare a valle i materiali estratti. Per questo motivo non erano in buoni rapporti con i roncadori, con i quali sorsero spesso nel tempo liti e contese.

### Simboli
Stemma
Lo stemma è stato adottato con D.G.P. del 17 aprile 1987 n. 3446.
Gonfalone
Il gonfalone attuale, approvato con D.G.P. del 6 maggio 2005, modifica quello adottato assieme allo stemma nel 1987 aggiungendo il nome del comune in mocheno.

## Monumenti e luoghi d'interesse

### Architetture religiose
- Chiesa di Santa Maria Maddalena risalente al XIV secolo, situata in rilievo rispetto al centro abitato è riconoscibile dal tetto ricoperto con le tipiche scandole che caratterizzano l'architettura della valle. Il campanile dispone di una slanciata cuspide a cipolla. L'altare maggiore risale al 1620[12].

## Società

### Evoluzione demografica
Abitanti censiti

### Variazioni
Nel 1929 è stato aggregato a Sant'Orsola (ora Sant'Orsola Terme); nel 1948 è stato distaccato e ricostituito come comune autonomo. Nel 1959 cambia denominazione da Palù a Palù del Fersina.

### Ripartizione linguistica
La sua popolazione, secondo il censimento del 2021, è per il 70,3% di lingua mòchena e per il 29,7% di lingua italiana.

## Cultura

### Istituti Culturali
A Palù del Fersina ha sede l'Istituto culturale mocheno, che oltre ad un allestimento permanente dedicato alla lingua e cultura della minoranza mòchena dispone di una ricca biblioteca specialistica.

### Musei

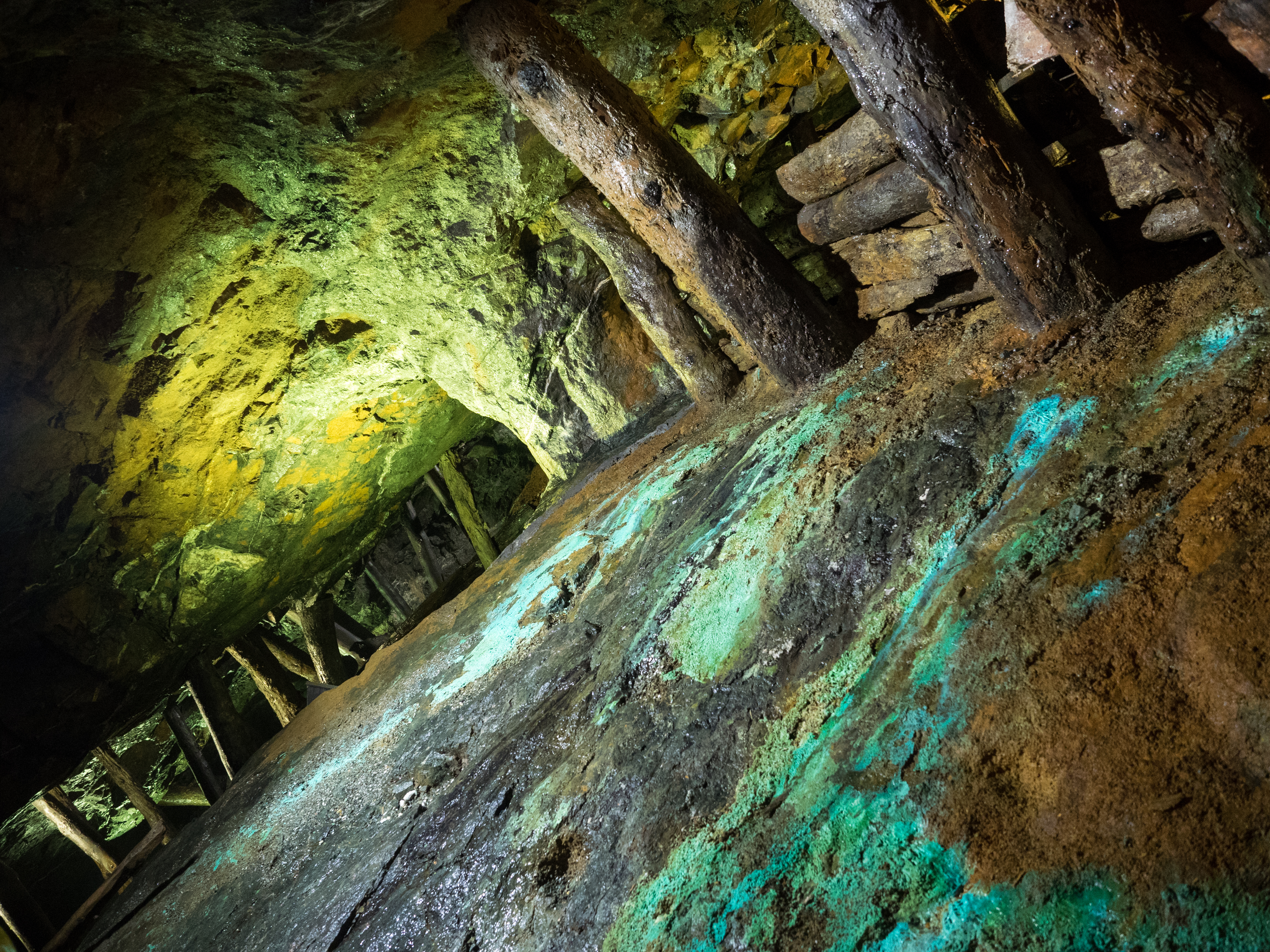
Miniera - Museo Gruab va Hardimbl

Nel territorio del comune si trovano:
- Miniera - Museo Gruab va Hardimbl, ricavato all'interno di una miniera sfruttata dal 1400 al 1650, ospita una raccolta di attrezzi storici dei minatori, abiti ed esempi dei minerali estratti[16].
- Museo S Pèrgmandlhaus, dedicato all'attività in miniera e alla vita dei minatori della valle.

### Eventi
- La sera del 31 dicembre, il giorno di Capodanno e all'Epifania i coscritti (koskritn) portano in giro per il paese la Stela, una grossa stella colorata e decorata,; il percorso è accompagnato da canti e i partecipanti indossano un tipico copricapo chiamato krònz.
- Il martedì grasso vi sono festeggiamenti che ruotano intorno alle figure del vecchio (bètscho), della vecchia (bètscha) e del portatore di uova (Oiertroger). Der bètscho  e  de bètscha  hanno il viso interamente coperto di nero e portano rispettivamente in mano un bastone e uno scopino. Der oiertroger  (il raccoglitore delle uova) porta sulle spalle una cassetta  kraks  dove vengono riposte le uova. I tre personaggi vanno di maso in maso a "seminare" fertilità e abbondanza, mentre l'ultimo menzionato raccoglie le uova offerte dalle famiglie. Tra un ballo e l'altro, momento importante del rituale è la morte simulata del bètscho e della bètscha; con il vecio a terra, la vecia procede alla lettura del testamento, lo stesso si ripete per la morte della bètscha. Nel testamento sono chiamati in causa i coscritti e le coscritte di tutto il paese; de bètsche, i vecchi assumono quindi il ruolo di genitori di tutti i ragazzi della comunità. La lettura del testamento suscita grande ilarità, perché avviene una sorta di gioco di inversione dei ruoli, e le tradizionali regole di successione vengono sovvertite. Dopo la lettura vengono offerte le torte preparate dalle ragazze coscritte. Il corteo carnevalesco termina al tramonto con il rogo della gobba in fieno del bètscho e dei testamenti. Tutta la comunità festosa si reca quindi in un prato chiamato Schèrzerbis, dove si brucia un enorme falò vòschn preparato precedentemente[17].

### I Mòcheni
Particolarità di questo centro è di essere uno dei tre comuni della parte orientale della Valle del Fersina in cui la popolazione è costituita prevalentemente da Mocheni, cioè di una etnia parlante l'omonima lingua germanica, derivata da antiche migrazioni di coloni tedeschi in questa valle, a quell'epoca secondo alcuni per esercitare la professione di minatori, secondo altri invece come agricoltori e allevatori. Comunque, con la successiva chiusura delle miniere (di rame, argento e piombo), questa popolazione si dedicò all'agricoltura ed allevamento. La particolarità culturale di questa valle è difesa dalla legislazione regionale del Trentino-Alto Adige, e sviluppata dall'Istituto culturale mocheno, che ha sede appunto a Palù; il nome ufficiale di questo centro, in mocheno, suona Palai en Bersntol (quest'ultimo è il termine mocheno per indicare la valle del Fersina).

## Amministrazione
| Periodo | Periodo   | Primo cittadino | Partito      | Carica  | Note   |
| ------- | --------- | --------------- | ------------ | ------- | ------ |
| 2015    | 2020      | Stefano Moltrer | lista civica | Sindaco |        |
| 2020    | in carica | Franco Moar     | lista civica | Sindaco | [ 18 ] |

## Galleria d'immagini

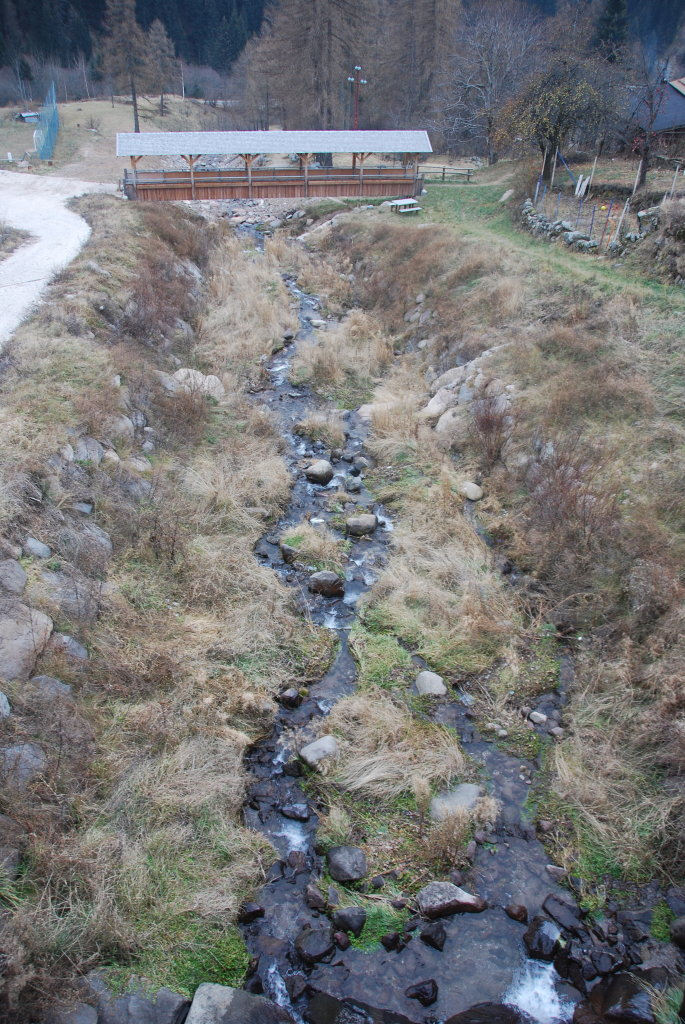
Rio Battisti
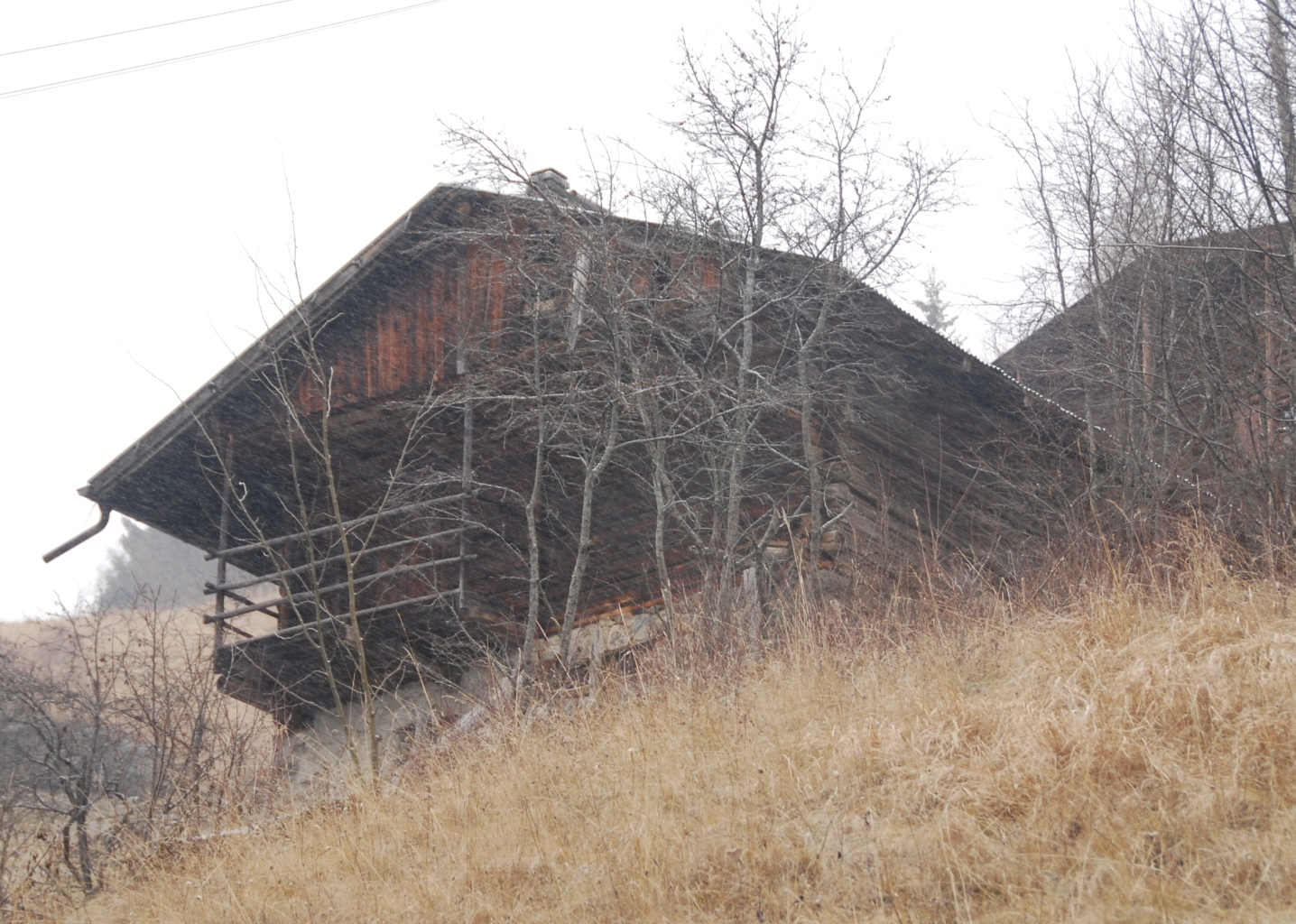
Abitazione locale di legno e pietra
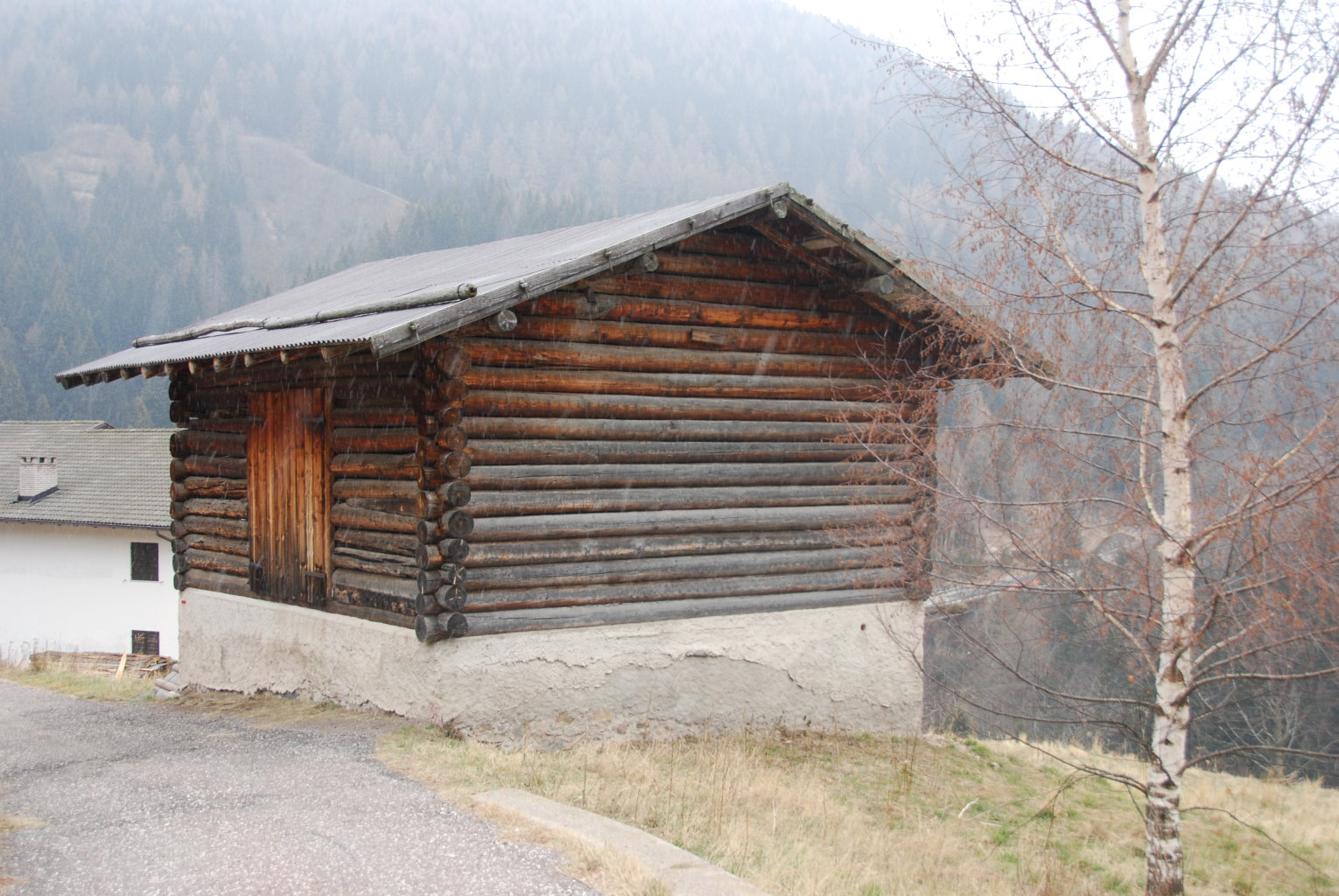
Edificio locale di legno e pietra, durante una nevicata